# Florian Kilama
Florian Kilama (ur. 29 marca 1982 w Saint-Louis) – francuski siatkarz, występujący na pozycji przyjmującego. Wielokrotny reprezentant swojego kraju.

## Osiągnięcia

### Klubowe
- 2003 – mistrzostwo Francji
- 2004 – Puchar Francji
- 2007 – wicemistrzostwo Francji
- 2008 – wicemistrzostwo Francji
- 2008 – 3. miejsce w Pucharze Challenge

### Reprezentacyjne
- 2006 – 6. miejsce na Mistrzostwach Świata w Japonii